# Red House Painters
I Red House Painters sono un gruppo alternative rock statunitense fondato nel 1988 a San Francisco dal cantautore Mark Kozelek.
Sono spesso considerati, insieme agli American Music Club, una delle pietre miliari del movimento slowcore/sadcore. Le loro canzoni, molto personali, sono state in primo luogo il veicolo utilizzato da Kozelek per esprimere la sua emotività sofferta e problematica.

## Storia del gruppo
Negli anni '80 Mark Kozelek è un adolescente problematico, tossicodipendente già in tenera età, ed entra piuttosto presto in comunità di recupero, accedendovi diverse volte a venire. In quegli stessi anni comincia a suonare la chitarra. Ad Atlanta conosce e diventa amico del batterista Anthony Koutsos. Trasferitosi successivamente a San Francisco, completa la formazione dei Red House Painters con Gorden Mack alla chitarra e Jerry Vessel al basso.
Il gruppo firma per la 4AD Records nel 1992. L'etichetta britannica pubblica il primo demo della band come un album, intitolato Down Colorful Hill. Caratterizzato da melodie evocative, testi introspettivi e soprattutto dalla intensa, commovente voce di Kozelek, il disco si guadagna, col passare del tempo, il titolo di manifesto portante del genere slowcore, e viene annoverato tra gli album più importanti degli anni '90.
Nel 1993 il gruppo fa uscire due album senza titolo (comunemente identificati, basandosi sull'artwork delle copertine, come Rollercoaster e Bridge) che consolidano la reputazione di Kozelek come talentuoso cantautore, grazie ai suoi racconti autobiografici di vita vagabonda, narrati senza tirarsi indietro di fronte a nulla. La musica, che spazia dalle ballate folk-rock alle lunghe suite dissonanti, convoglia in modo efficace la tristezza dei testi.
Del 1994 è l'EP Shock Me, mentre al 1995 risale il quarto album Ocean Beach, che vede le canzoni di Kozelek diventare più acustiche e folk, con molte meno aperture verso le composizioni epiche e sognanti dei primi lavori. Le liriche stesse mostrano un considerevole cambiamento di tono: Kozelek inizia a trattare maggiormente della forza e del conforto che i ricordi gli procurano, e si tratta di una tematica che si trasformerà quasi in un'ossessione, per la sua pervasività nelle registrazioni successive.
Quando Kozelek, complice la pesantezza che si era creata progressivamente all'interno degli studi di registrazione della 4AD, inizia a lavorare parallelamente a un progetto solista, l'etichetta liquida la band, e non senza tumulti. Songs for a Blue Guitar viene pubblicato dalla Polygram nel 1996 ed è più orientato verso il rock rispetto alle precedenti fatiche.
Un anno dopo, i Red House Painters registrano Old Ramon, quello che con molta probabilità è il loro lavoro più accessibile e ottimista. A causa della fusione tra diverse etichette major alla fine degli anni '90, però, il gruppo rimane senza contratto, ed è solo nel 2001 che riescono a dare alle stampe il disco su Sub Pop.
Prima del rilascio di Old Ramon, nel 2000, Kozelek pubblica da solista un EP di sei canzoni, intitolato Rock 'N' Roll Singer. Il disco comprende tre composizioni originali e tre cover: due degli AC/DC e una di John Denver.
Sei mesi dopo la prima prova in solitaria, Kozelek consegna al mondo il suo primo long-playing: What's Next to the Moon, compare nei negozi nel gennaio del 2001 e non manca di sorprendere numerosi fan, consistendo, di fatto, di sole cover, completamente acustiche, di brani degli AC/DC. L'album risulta molto atipico pure per la lunghezza, di soli trenta minuti (l'esordio dei Red House Painters, che conteneva solo sei tracce, superava i 45 minuti).
Nel 1999 la 4AD mette in commercio un best-of, Retrospective.
Kozelek, negli anni successivi, collabora a un album tributo a John Denver, recita una parte in Quasi famosi di Cameron Crowe, e contribuisce a una raccolta benefit per la lotta all'AIDS, oltre a un album che presenta, di nuovo, cover di rock classico.
Nel 2003 Kozelek e Koutsos, insieme a Geoff Stanfield e Tim Mooney, formano i Sun Kil Moon.
Nel 2010 Carney dà vita ai Desertshore con il tastierista Chris Connolly; Jerry Vessel assembla gli Heirlooms of August. Tutte le pubblicazioni di entrambi questi gruppi vengono prodotti dalla Caldo Verde Records, etichetta di titolarità dello stesso Kozelek.

## Formazione[9]
- Mark Kozelek – voce, chitarra
- Phil Carney – chitarra (1995-2001)
- Jerry Vessel – basso
- Anthony Koutsos – batteria
- Gorden Mack – chitarra (1989-1995)

## Discografia
Album in studio
- 1992 - Down Colorful Hill
- 1993 - Red House Painters (noto come Rollercoaster)
- 1993 - Red House Painters (noto come Bridge)
- 1995 - Ocean Beach
- 1996 - Songs for a Blue Guitar
- 2001 - Old Ramon

EP
- 1993 - Mistress

Singoli
- 1994 - Shock Me

Raccolte
- 1999 - Retrospective